# Virtu

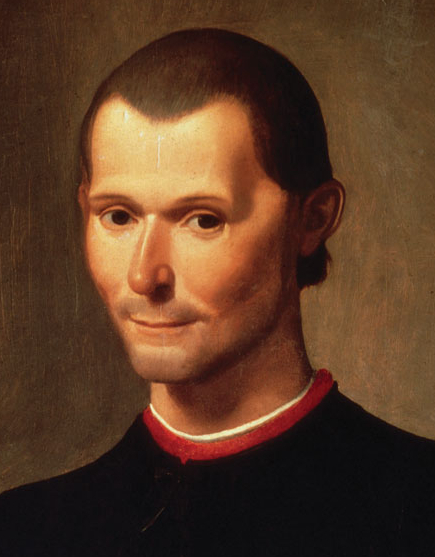
Machiavelli vestido com as vestes de um funcionário público florentino.

Virtù é um conceito teorizado por Nicolau Maquiavel, centrado no espírito marcial e na habilidade de uma população ou líder, mas também englobando uma coleção mais ampla de traços necessários para a manutenção do estado e "a realização de grandes feitos".
Em um desenvolvimento secundário, a mesma palavra passou a significar um objeto de arte.

## Origens clássicas e medievais
Virtù, uma palavra italiana que significa "virtude" ou "poder", é derivada do latim virtus (literalmente, "virilidade"). Ela descreve as qualidades desejáveis para um homem, em oposição a vizio (vício). Na língua italiana, o termo virtù está historicamente relacionado ao conceito grego de "aretḗ", à virtus latina e às virtudes católicas medievais, como as Sete Virtudes. Portanto, o uso do termo por Maquiavel está relacionado ao conceito de ética da virtude.
Aristóteles já havia levantado a questão de "se deveríamos considerar a virtude de um homem bom e a de um cidadão íntegro como a mesma virtude". Tomás de Aquino enfatizou que às vezes "alguém é um bom cidadão mesmo que não tenha a qualidade de um homem bom".
Maquiavel sugere um conjunto diferente de virtudes em comparação a Aristóteles e Tomás de Aquino, aparentemente com menos ênfase na beneficência e na concórdia, e mais foco na coragem. De acordo com Maquiavel, virtù inclui orgulho, bravura, habilidade, determinação e uma dose de impiedade, juntamente com a disposição para fazer o mal quando necessário.

## Florentinos
Os republicanos florentinos no início do século XVI, como Francesco Guicciardini, redescobriram o conceito clássico da virtude do cidadão ativo e buscaram nele uma resposta para os problemas de preservar a independência de seu estado-cidade.
Maquiavel estendeu o estudo da virtude clássica para incluir habilidade, valor e liderança, e para abranger também o príncipe individual ou líder de guerra.
Para Maquiavel, virtù não era equivalente à virtude moral, mas, em vez disso, estava a raison d'État. Na verdade, o que era bom para o príncipe poderia ser contraditório ao que é moralmente bom tanto no sentido clássico quanto no cristão.

### Influência
Tanto a idealização positiva maquiavélica das virtudes do antigo republicanismo romano quanto a imagem negativa de virtù como realpolitik passaram para a consciência europeia mais ampla ao longo dos séculos que se seguiram.

## Valor artístico
Um significado secundário em inglês se desenvolveu no século XVIII: um objeto de curiosidade ou de arte - algo de valor em si mesmo. Portanto, Horace Walpole podia se referir a "meus livros, minhas virtudes e minhas outras extravagâncias".
Após o estabelecimento da Royal Academy em 1768, um contemporâneo considerou que "o gosto pela virtù se tornou universal; pessoas de todas as classes e categorias se apresentam como conhecedores".